# Бледнокрылки
Бледнокрылки или паллоптериды (лат. Pallopteridae) — семейство мух отряда двукрылых.

## Распространение
Всесветно. В Голарктике около 45 видов, в Неотропике — около 6 видов, в Австралазийской области — около 10 видов. В фауне России 22 вида из 3 родов.

## Описание
Небольшие мухи (2,5—7,0 мм) желтовато-коричневого цвета с пятнистыми крыльями. Вибрисс нет. Ноги жёлтые. Личинки развиваются под корой деревьев (где поедают личинок жуков-короедов и галлиц) или в стеблях травянистых растений.

## Систематика
В мировой фауне около 60 видов и 12—15 родов.
- Aenigmatomyia Malloch, 1933
- Eurygnathomyia Czerny, 1904
- Gorbunia Ozerov, 1993
- Heloparia Enderlein, 1912
- Homaroides Malloch, 1933
- Maorina Malloch, 1930
- Morgea Hennig, 1967
- Palloptera Fallén, 1820
- Pseudopyrgota Malloch, 1933
- Sciochthis Malloch, 1933
- Temnosira Enderlein, 1936
- Toxonevra Macquart, 1835